# Sebald Linz von Dorndorf
Sebald Linz von Dorndorf, cujo nome eventualmente aparece grafado como Sibald Lins, Cebald Lins ou mesmo Cibaldo Lins, nasceu no dia 7 de dezembro de 1508 na cidade de Ulm, no antigo Sacro Império Romano-Germânico, e morreu em Portugal, no ano de 1597. Comerciante, foi um dos primeiros colonizadores europeus com negócios em Pernambuco e é um dos ancestrais dos Lins brasileiros.

## Biografia
Filho de Zymprecht Linz e Barbara Gienger, Sebald e seu gêmeo Bartholomäeus Linz nasceram quando seu irmão mais velho, Konrad Linz, já tinha dezessete anos. No dia 7 de dezembro de 1508, Sebald foi o primeiro a nascer. Em decorrência de complicações no parto, sua mãe, Barbara, sofreu intensa hemorragia, choque hipovolêmico, e veio a falecer um dia depois. Ao atingir a vida adulta, Sebald revelou uma personalidade impetuosa. Na carta que confirma a nobreza dos Linz von Dorndorf, o imperador Carlos V se derrama em elogios a Sebald por conta da ajuda que este deu à reintegração de Nápoles e Sicília ao Sacro Império Romano-Germânico. Sebald também teria lutado com ardor contra piratas da Argélia e da Tunísia, e entre 1546 e 1547 enfrentou os príncipes que se converteram ao protestantismo.
Por volta da época da concessão da carta de nobreza familiar em 1550, Sebald firmou em Lisboa um contrato de fornecimento de cobre. Por conta disso, terminou se transferindo para Portugal, onde teve seu nome “aportuguesado” para Cibaldo Lins, e é com esta grafia que ele será encontrado em vários livros de história. É preciso tomar cuidado para não confundi-lo com outro Cibaldo Lins: seu sobrinho homônimo, irmão do gêmeo Bartholomäeus. Em 1553, com então 45 anos, Sebald se casa com a portuguesa Jacoma Mendes. Deste casamento, nasceram quatro filhos. Um destes filhos, Bartolomeo Jacome Lins, veio ao Brasil já casado com a também portuguesa Joana de Goes de Vasconcellos. Segundo o Frei Vicente do Salvador, autor da primeira História do Brasil (1627), o primogênito bastardo de Sebald, Christoph/Cristóvão, chegou ao Brasil entre 1566 e 1572.
É sabido que o impetuoso e determinado Sebald possuía em torno de três navios com os quais comercializava açúcar proveniente de Pernambuco, no Brasil. O império comercial de Sebald contava com a participação de seus filhos e sobrinhos. Ainda muito jovem, com algo em torno de vinte e um anos, Sebald engravidou uma camponesa cujo nome é desconhecido. Com ela, teve um filho: Christoph Linz. Este, ao migrar para o Brasil, teve seu nome “aportuguesado” para Cristóvão Lins. Dois dos sobrinhos que se uniram a Sebald nos empreendimentos comerciais no Brasil colonial teriam sido os filhos de seu irmão Hans Linz: Roderich Linz, também conhecido pelo nome de Rodrigo Lins, e Konrad Linz, cujo nome aparece em alguns livros sobre o período colonial como sendo Conrado Lins.
Sebald morre em 1597, em cidade não sabida, mas certamente em Portugal. Deixou vasta descendência. Os Lins brasileiros, conforme diversos estudos genealógicos, descendem de Sebald ou de um dos três parentes dele: Sebald (sobrinho, filho do gêmeo Bartholomaeus), Roderich ou Konrad (estes últimos, filho do irmão mais velho, Hans).